# 초정약수로
초정약수로(Chojeongyaksu-ro)는 충청북도 청주시 청원구 북이면 대율삼거리와 증평군 증평읍 증천교 교차로 잇는 충청북도의 도로이다.

## 주요 경유지
충청북도
- 청주시 청원구 ( 북이면 . 내수읍) - 증평군 (증평읍)

## 노선
| 이름                   | 접속 노선                     | 소재지 | 소재지 | 소재지                    | 비고                    |
| ---------------------- | ----------------------------- | ------ | ------ | ------------------------- | ----------------------- |
| 대율삼거리             | 지방도 제540호선 (팔결신대로) | 청주시 | 청원구 | 북이면                    | 지방도 제511호선구간    |
| 석화2교                |                               | 청주시 | 청원구 | 북이면                    | 지방도 제511호선구간    |
| 내수과천교             |                               | 청주시 | 청원구 | 북이면                    | 지방도 제511호선구간    |
| (교차로 이름 미상)     | 내수3길                       | 청주시 | 청원구 | 내수읍                    | 지방도 제511호선구간    |
| 마신삼거리             | 내수로                        | 청주시 | 청원구 | 내수읍                    | 지방도 제511호선구간    |
| 내수교                 |                               | 청주시 | 청원구 | 내수읍                    | 지방도 제511호선구간    |
| 내수 교차로 (내수IC교) | 지방도 제592호선 (충청대로)   | 청주시 | 청원구 | 내수읍                    | 지방도 제511호선구간    |
| 학평 교차로            | 국도 제36호선 (충청내륙로)    | 청주시 | 청원구 | 내수읍                    | 지방도 제511호선구간    |
| 학평1교                |                               | 청주시 | 청원구 | 내수읍                    | 지방도 제511호선구간    |
| 세교사거리             | 도원세교로 청원로             | 청주시 | 청원구 | 내수읍                    | 지방도 제511호선구간    |
| 세교교                 |                               | 청주시 | 청원구 | 내수읍                    | 지방도 제511호선구간    |
| 석화사거리             | 북이석화길                    | 청주시 | 청원구 | 내수읍                    | 지방도 제511호선구간    |
| 역제교                 |                               | 청주시 | 청원구 | 내수읍                    | 지방도 제511호선구간    |
| 비중사거리             | 비중길                        | 청주시 | 청원구 | 북이면                    | 지방도 제511호선구간    |
| 선돌교                 |                               | 청주시 | 청원구 | 북이면                    | 지방도 제511호선구간    |
| 영하2리사거리          | 영하길                        | 청주시 | 청원구 | 북이면                    | 지방도 제511호선구간    |
| 영하1리사거리          | 선암영하로                    | 청주시 | 청원구 | 북이면                    | 지방도 제511호선구간    |
| 초정사거리             | 신기초정로                    | 청주시 | 청원구 | 내수읍                    | 지방도 제511호선구간    |
| 초정삼거리             | 미원초정로                    | 청주시 | 청원구 | 내수읍                    | 지방도 제540호선과 중복 |
| (이름없음)             | 지방도 제511호선 (초정길)     | 청주시 | 청원구 | 내수읍                    | 지방도 제540호선과 중복 |
| (이름없음)             | 지방도 제511호선 (초정길)     | 청주시 | 청원구 | 내수읍                    | 지방도 제540호선구간    |
| 초정고개               |                               | 청주시 | 청원구 | 내수읍                    |                         |
|                        | 증평군                        | 증평읍 | 증평읍 |                           |                         |
| 율리삼거리             | 증평군                        | 증평읍 | 증평읍 | 율리휴양로                |                         |
| 남차사거리             | 증평군                        | 증평읍 | 증평읍 | 칠보로                    |                         |
| 죽리상거리             | 증평군                        | 증평읍 | 증평읍 | 덕상로                    |                         |
| 덕상 교차로            | 증평군                        | 증평읍 | 증평읍 | 망우재로                  |                         |
| 증천교 교차로          | 증평군                        | 증평읍 | 증평읍 | 지방도 제592호선 (광장로) |                         |

## 주요 건물 및 시설
- 남차보건지소 (초정약수로 1147/죽리 15-4)